# Agência Reguladora de Serviços Públicos Delegados de Transporte do Estado de São Paulo
A Agência Reguladora de Serviços Públicos Delegados de Transporte do Estado de São Paulo (ARTESP), é uma Autarquia Estadual responsável por regular e fiscalizar o Programa de Concessões Rodoviárias, o Transporte Coletivo Intermunicipal de Passageiros e outros serviços de transporte público delegados a ela pelo Estado de São Paulo. 
Por meio de atuação técnica e independente, a Agência busca garantir rodovias mais modernas e seguras para os motoristas, bem como mais conforto e eficiência para aqueles que se utilizam do transporte de passageiros. 
É atribuição da ARTESP implementar a política estadual de transportes; exercer poder regulador; elaborar modelos de concessões, permissões e autorizações; garantir a prestação de serviços adequados; zelar pela preservação do equilíbrio econômico-financeiro dos contratos e estimular a melhoria da prestação dos serviços públicos de transporte no estado.

## Histórico
A Artesp foi criada pela Lei Complementar nº 914, de 14 de janeiro de 2002, e instituída como autarquia de regime especial, dotada de autonomia orçamentária, financeira, técnica, funcional, administrativa e poder de polícia, com a finalidade de regulamentar e fiscalizar todas as modalidades de serviços públicos de transporte autorizados, permitidos ou concedidos a entidades de direito privado, no âmbito da Secretaria de Estado de Logística e Transportes, pelo decreto 46.708, de 22 de abril de 2002. 
A Artesp veio suceder, em suas funções, à Comissão de Monitoramento das Concessões e Permissões de Serviços Públicos, que fora criada em caráter temporário pelo Governo do Estado de São Paulo, através do decreto nº 43.011, de 03 de abril de 1998, para acompanhar e fiscalizar os serviços delegados de transportes.
A instituição da Artesp dá caráter definitivo à exigência da Lei Estadual de Concessões e Permissões de Serviços Públicos (lei nº 7.835, de 08 de maio de 1992), com o objetivo de regular e fiscalizar o Programa de Concessões Rodoviárias, implementado pelo Governo do Estado de São Paulo a partir de 02 de março de 1998, assim como os serviços permissionados de transporte intermunicipal de passageiros e todos os serviços de transporte que eventualmente venham a ser delegados no futuro.

## Diretorias
| Organograma da Agência Reguladora de Serviços Públicos Delegados de Transporte do Estado de São Paulo | Organograma da Agência Reguladora de Serviços Públicos Delegados de Transporte do Estado de São Paulo |
| Diretorias                                                                                            | Responsável                                                                                           |
| --- | --- |
| Diretoria de Assuntos Institucionais                                                                  | Regina Costa Rillo                                                                                    |
| Diretoria de Controle Econômico e Financeiro                                                          | Diego Albert Zanatto                                                                                  |
| Diretoria de Investimentos                                                                            | João Luiz Lopes                                                                                       |
| Diretoria de Operações                                                                                | Santi Ferri                                                                                           |
| Diretoria de Procedimentos e Logística                                                                | Laercio Paulino Simões                                                                                |

## Concessões Rodoviárias
O Programa de Concessões Rodoviárias do Estado de São Paulo foi lançado em 1998, durante o governo Mário Covas, tendo adotado uma política de concessões que desonera o Estado e permite investimentos na operação e manutenção das rodovias; na realização de obras, melhorias e ampliações na malha viária; na ampliação da segurança nas rodovias com significativa redução do índice de mortes em acidentes. 
Atualmente, a malha sob concessão no Estado de São Paulo tem 6,9 mil quilômetros de extensão, administrados por 20 concessionárias reguladas e fiscalizadas pela Artesp. Entre 1998 e 2016, essas pistas receberam investimentos na casa dos R$ 89 bilhões em obras, operação, manutenção e melhorias, o que permitiu conferir maior segurança para os usuários nas rodovias paulistas. As concessões do Programa de Concessões Rodoviárias já viabilizaram mais de 1.000 km de duplicações em rodovias estaduais, além de 594 km de faixas adicionais e 5.226 km de recapeamento.
Como resultado da concessão e da fiscalização, as rodovias paulistas estão entre as melhores do país, segundo pesquisa realizada pela Confederação Nacional de Transportes (CNT). De acordo com a Pesquisa CNT/2016, as 19 melhores rodovias brasileiras pertencem ao Programa de Concessões Rodoviárias do Estado de São Paulo.
A última concessão de estrada organizada pela Artesp foi a da EixoSP através do Contrato Internacional n° 01/2019 contendo 1,273 km de rodovias cedidas através da oferta de R$ 1,1 bilhão em um leilão realizado em janeiro de 2020. 

## Sistema de Transporte Coletivo Intermunicipal de Passageiros
A Artesp também regula o sistema de transporte coletivo intermunicipal de passageiros que utiliza uma malha viária de aproximadamente 37 mil km, além de viário urbano nos municípios por onde possui passagem. A Agência é responsável pela fiscalização “in loco” da operação desse sistema no regime regular, fretamento e transporte de estudantes, tanto nas rodovias estaduais para coibir o transporte clandestino, quanto nos terminais rodoviários para garantir que os ônibus circulem em condições adequadas de conforto e segurança. 
A Diretoria de Procedimentos e Logística – DPL é responsável pela regulamentação e fiscalização dos serviços de cerca de 600 empresas operantes no Sistema de Transporte Coletivo Intermunicipal de Passageiros do Estado de São Paulo. O sistema regular conta com 110 empresas que operam 632 linhas rodoviárias e 431 linhas suburbanas. A frota de veículos no serviço regular é composta de 2.634 veículos registrados de características rodoviárias e 1.555 veículos de características suburbanas. A idade média da frota desses serviços é de 4,8 anos. Já o sistema de fretamento conta com 493 empresas. A frota é composta de 13.282 veículos de características rodoviárias, cuja idade média é de 6,0 anos. O sistema de transporte de estudantes contava com 118 cadastrados autônomos e frota de 183 veículos. 
A Artesp realiza periodicamente fiscalizações no Sistema de Transporte Intermunicipal de Passageiros no Estado de São Paulo, tanto nas rodovias estaduais para coibir o transporte clandestino, quanto nos terminais rodoviários para garantir que os ônibus circulem em condições adequadas de conforto e segurança. A fiscalização também ocorre por meio de denúncias, quando são realizadas operações especiais para averiguar as possíveis irregularidades. As denúncias são feitas para a sua Ouvidoria.

## Ouvidoria
A Artesp, por meio de sua Ouvidoria, mantém um canal de relacionamento gratuito e direto com a sociedade. 
A Ouvidoria acolhe, trata e responde manifestações (reclamações, sugestões, pedidos de informação, elogios e críticas) através dos canais: 
- Central de Atendimento Telefônico 0800 727 83 77;
- E-mail (artespouvidoria@sp.sp.gov.br);
- Formulário eletrônico disponível no site Artesp;
- Atendimento presencial;
- além de canais como cartas, fax, telefonemas e etc.[4]

## Referência
1. ↑  «ArteSP». www.artesp.sp.gov.br. Consultado em 14 de abril de 2025
2. ↑  «www.pesquisarodovias.cnt.org.br/». Consultado em 3 de janeiro de 2016. Arquivado do original em 24 de dezembro de 2015
3. ↑  «Estado assina concessão de 1,2 mil km de rodovias entre Piracicaba e Panorama». G1. Consultado em 3 de julho de 2021
4. ↑  «DOSP 13/03/2014 - Pg. 78 - Suplementos Diário Oficial do Estado de São Paulo  Diários Jusbrasil». Jusbrasil. Diário Oficial do Estado de São Paulo. 13 de março de 2014. p. 78. Consultado em 25 de julho de 2016

https://diariodotransporte.com.br/2020/06/19/milton-persoli-e-nomeado-novo-diretor-geral-da-artesp/. Diário do Transporte. Consulta em 08/07/2022.